# Vomere (anatomia)
Il vomere è un osso impari e mediano dello splancnocranio. Si articola con lo sfenoide, l'etmoide, le ossa palatine e mascellari di entrambi i lati, costituendo la parte postero-inferiore del setto nasale osseo.

## Aspetto
Il vomere è localizzato lungo il piano sagittale mediano, ma la sua porzione anteriore è frequentemente piegata verso un lato. Si presenta come una lamina quadrangolare ossea, che concorre a formare la parte postero-inferiore del setto nasale.
Il vomere ha due facce e quattro margini; le facce sono caratterizzate da piccoli solchi per il decorso dei vasi sanguigni e su ciascuna di esse si ha il solco nasopalatino, che decorre obliquamente dall'alto verso il basso postero-anteriormente. Esso ospita l'omonimo nervo e vasi sanguigni relativi (arterie e vene nasopalatine).
Il margine superiore, più spesso, presenta un solco profondo, delimitato lateralmente da un'ala ossea orizzontale. Esso riceve il rostro dello sfenoide, articolandosi in schindilesi con esso. Le ali, invece, contattano posteriormente i processi vaginali delle lamine pterogoidee mediali dello sfenoide e anteriormente i processi sfenoidali delle ossa palatine.
Il margine inferiore si va ad articolare con la cresta formata, lungo la linea mediana, dalle lamine orizzontali delle ossa palatine e dai processi palatini delle ossa mascellari.
Il margine anteriore è il più lungo e si porta in basso e in avanti. Nella sua parte superiore è congiunto con la lamina perpendicolare dell'etmoide, mentre verso il basso è incavato ad accogliere la cartilagine del setto nasale.
Il margine posteriore, infine, è libero e concavo posteriormente, separando le aperture dorsali delle fosse nasali (coane). Cranialmente è spesso e bifido, caudalmente sottile.

## Articolazioni
Il vomere si articola in totale con sei ossa: due del neurocranio (sfenoide ed etmoide), e quattro dello splancnocranio (le due ossa mascellari e le due ossa palatine); è inoltre articolato con la cartilagine del setto nasale.

## Ossificazione

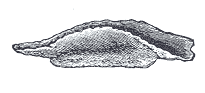
Vomere di neonato.

In un periodo precoce il setto nasale consiste di una lamina cartilaginea, la cartilagine etmovomerina.
La parte postero-superiore di essa si ossifica, formando la lamina perpendicolare dell'etmoide. La porzione antero-inferiore persiste come cartilagine del setto, mentre il vomere si ossifica nella porzione di membrana postero-inferiore.
Due centri di ossificazione, uno da ciascun lato della linea mediana, appaiono all'incirca durante l'ottava settimana di sviluppo fetale, in questa parte della membrana. Da tale momento in avanti il vomere consiste principalmente di due lamelle. Attorno al terzo mese, queste si uniscono in basso, formando un profondo solco in cui è alloggiata la cartilagine.
Man mano che la crescita procede, l'unione delle due lamelle si estende in alto e avanti, e contemporaneamente la cartilagine tra le due viene riassorbita.
Entro la pubertà le lamelle sono quasi completamente unite a formare una lamina mediana, ma prova dell'origine bilamellare di tale osso si può vedere nelle ali postero-superiori e dal solco sul suo margine anteriore.

## Galleria d'immagini

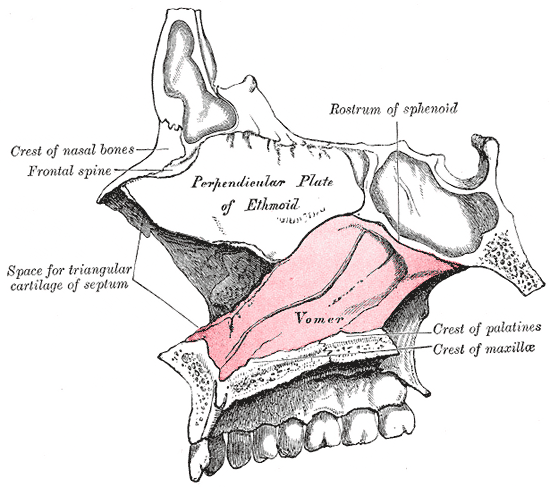
Parete mediale della cavità nasale sinistra, che mostra il vomere in situ.
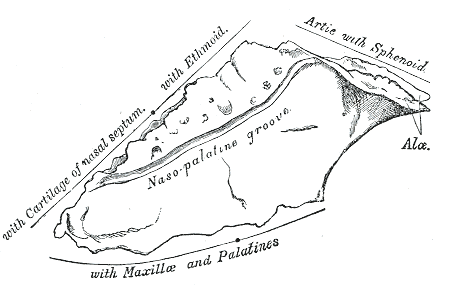
Il vomere.
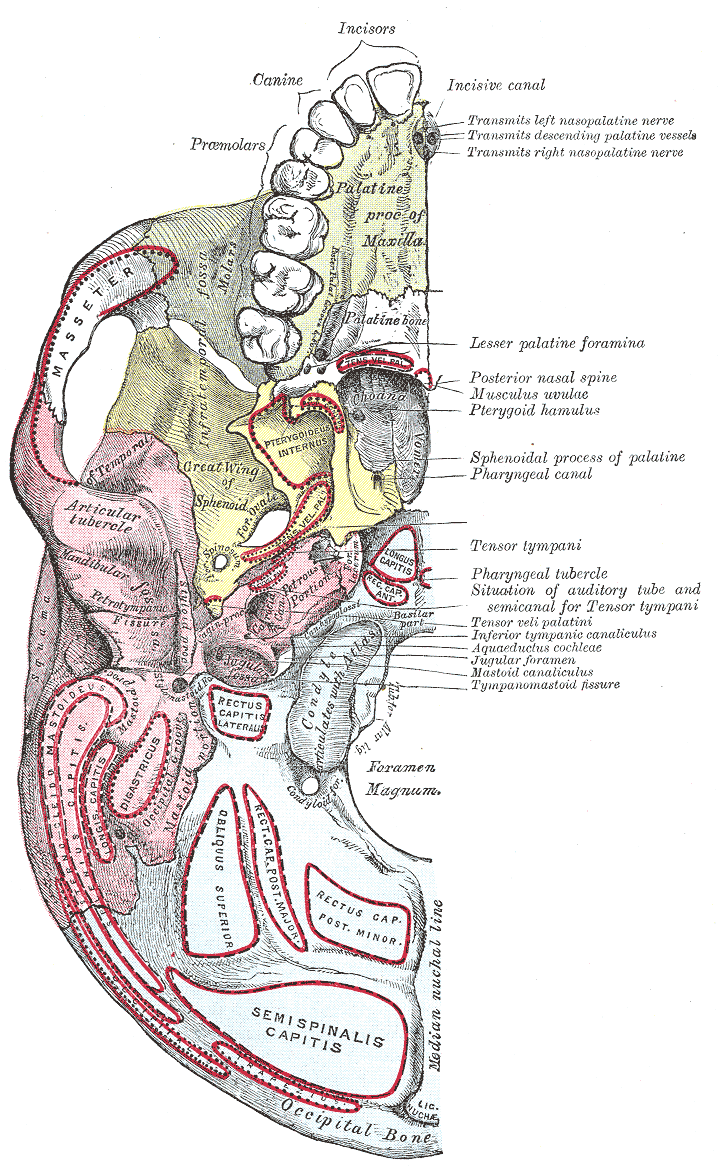
Base cranica, superficie inferiore.
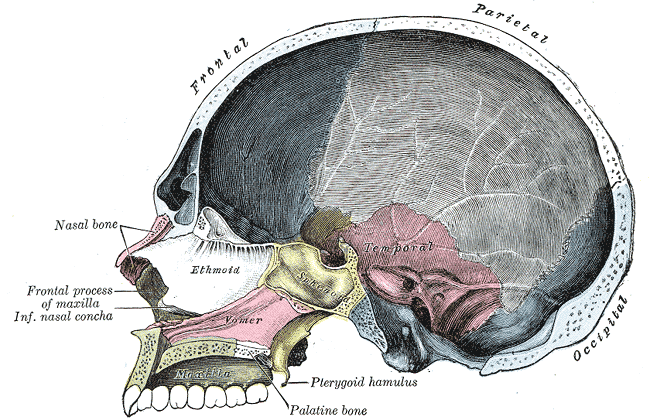
Sezione sagittale paramediana del cranio.

## Negli altri animali
Nei pesci ossei, i vomeri sono ossa pari, appiattite, che formano la parte anteriore del tetto della cavità orale, situati appena posteriormente alle ossa premascellari. In molte specie presentano denti, che si aggiungono a quelli propri di mandibola, mascella, del palato e della faringe: in alcune specie estinte i denti del vomere erano più sviluppati degli altri.
Negli anfibi e nei rettili i vomeri diventano più stretti, a causa della presenza di coane più larghe da entrambi i lati, e possono estendersi notevolmente dietro alle mascelle. Sono solitamente piccoli negli uccelli, dove costituiscono la parte postero-superiore del becco, posti tra le coane.
Nei mammiferi, i vomeri sono ancora più sottili e vicini, fondendosi in un unico osso orientato verticalmente. Lo sviluppo del palato duro caudalmente al vomere rende il vomere un osso completamente localizzato nella cavità nasale, separata da quella orale.